# Sylwestrowy Turniej Piłki Siatkowej o Puchar Prezydenta miasta Będzina
Sylwestrowy Turniej Piłki Siatkowej o Puchar Prezydenta miasta Będzina organizowany jest od 2001 roku, gdy zbudowano halę sportową przy Miejskim Zespole Szkół nr 4 przy ul. Jedności 32 w dzielnicy Łagisza. Turniej przeprowadzany jest co roku zwykle tuż przed końcem roku i zapraszane są zespoły z Polskiej Ligi Siatkówki mężczyzn, takie jak: Płomień Sosnowiec, Skra Bełchatów, AZS Częstochowa, Jastrzębski Węgiel, a także zespoły z niższych lig. Od 2004 roku udział w turnieju bierze jako gospodarz MKS MOS Będzin (obecnie I liga). W 2005 roku zaproszenie przyjęła Reprezentacja Polski Juniorów, przygotowująca się wówczas do ważnego turnieju międzynarodowego oraz kadetów. Raz zdarzyło się gościć drużynę zagraniczną VK Danzas Ostrava z pierwszej ligi czeskiej, dlatego turniej nazwano nie Sylwestrowy, a międzynarodowy.

## Historia i wyniki

### I turniej (sylwestrowy)
(28-29 grudnia 2001 rok)

I miejsce: PKE Polska Energia Sosnowiec

II miejsce: Galaxia Pamapol AZS Częstochowa

III miejsce: Skra Bełchatów

IV miejsce: MCKiS Jaworzno

Półfinały: 

Skra Bełchatów – KP Polska Energia Sosnowiec 2:3 (25:17, 16:25, 18:25, 25:18, 12:15)

Galaxia Pamapol AZS Częstochowa – MCKiS Jaworzno 3:0 (25:16, 25:13, 25:17) 

o III miejsce: Skra Bełchatów – MCKiS Jaworzno 3:0 (26:24, 25:18, 25:7)

o I miejsce: Galaxia AZS Częstochowa – Polska Energia Sosnowiec 3:1 (17:25, 25:23, 25:23, 30:28)

### II turniej (międzynarodowy)
(28 grudnia 2002 rok)

I miejsce: Galaxia Pamapol AZS Częstochowa

II miejsce: PKE Polska Energia Sosnowiec

III miejsce: Ivett Jastrzębie Borynia

IV miejsce: VK Danzas Ostrava (Czechy)

Półfinały: 

KP Polska Energia Sosnowiec – Ivett Jastrzębie Borynia 3:2 (23:25, 25:18, 25:14, 22:25, 15:9) 

Galaxia Pamapol AZS Częstochowa – VK Danzas Ostrava 3:2 (25:21, 23:25, 25:20, 23:25, 15:13)

o III miejsce: Ivett Jastrzębie – VK Danzas Ostrava 3:1 (25:18, 22;25, 25:15, 25:20)

o I miejsce: Galaxia Częstochowa – KP Polska Energia Sosnowiec 3:2 (16:25, 25:19, 23:25, 25:22, 15:11) 

### III turniej (sylwestrowy)
(28-29 grudnia 2003 rok)

I miejsce: PKE Polska Energia Sosnowiec

II miejsce: EKS Skra Bełchatów 

III miejsce: Pamapol Galaxia AZS Częstochowa 

IV miejsce: KS Ivett Jastrzębie Borynia

KP Polska Energia Sosnowiec – EKS Skra Bełchatów 3:1 

Pamapol AZS Częstochowa – KS Ivett Jastrzębie Borynia 3:1 

KS Ivett Jastrzębie Borynia – EKS Skra Bełchatów 3:2

KP Polska Energia Sosnowiec – Pamapol AZS Częstochowa 3:0

EKS Skra Bełchatów – Pamapol AZS Częstochowa 3:1 

KP Polska Energia Sosnowiec – KS Ivett Jastrzębie Borynia 3:0 

Tabela końcowa turnieju
| Lp. | Drużyna                     | Pkt. | Sety |
| --- | --------------------------- | ---- | ---- |
| 1.  | KP Polska Energia Sosnowiec | 6    | 9:1  |
| 2.  | EKS Skra Bełchatów          | 4    | 6:7  |
| 3.  | Pamapol AZS Częstochowa     | 4    | 4:7  |
| 4.  | KS Ivett Jastrzębie Borynia | 4    | 4:8  |

### IV turniej (sylwestrowy)
(28-29 grudnia 2004 rok)

I miejsce: KS Ivett Jastrzębie Borynia 

II miejsce: PKE Polska Energia Sosnowiec

III miejsce: Pamapol Domex AZS Częstochowa 

IV miejsce: EKS Skra Bełchatów

V miejsce: MCKiS Energetyk Jaworzno 

VI miejsce: MKS MOS Będzin

Grupa A: 

KP Polska Energia Sosnowiec – MKS MOS Będzin 3:2 (23:25, 30:32, 25:19, 25:14, 16:14) 

Pamapol Domex AZS Częstochowa – MKS MOS Będzin 3:1 (25:18, 25:20, 23:25, 25:20) 

KP Polska Energia Sosnowiec – Pamapol Domex AZS Częstochowa 3:2 (21:25, 30:28, 18:25, 25:23, 15:13)

Grupa B: 

EKS Skra Bełchatów – MCKiS Energetyk Jaworzno 3:0 (25:17, 25:20, 25:23) 

KS Jastrzębski Węgiel – MCKiS Energetyk Jaworzno 3:0 (32:30, 25:18, 25:19) 

KS Jastrzębski Węgiel – EKS Skra Bełchatów 3:2 (18:25, 25:22, 20:25, 25:11, 15:7) 

o V miejsce: MCKiS Energetyk Jaworzno – MKS MOS Będzin 3:2 (25:19, 25:23, 14:25, 18:25, 15:11)

o III miejsce: Pamapol Domex AZS Częstochowa – EKS Skra Bełchatów 3:1 (25:16, 21:25, 25:22, 25:15) 

o I miejsce: KS Jastrzębski Węgiel – KP Polska Energia Sosnowiec 3:0 (25:18, 25:15, 27:25)

### V turniej (sylwestrowy)
(28-29 grudnia 2005 rok)

I miejsce: Resovia Rzeszów

II miejsce: PKE Polska Energia Sosnowiec

III miejsce: Gwardia Wrocław

IV miejsce: MCKiS Energetyk Jaworzno

V miejsce: Reprezencja Polski Juniorów

VI miejsce: MKS MOS Będzin

Grupa A: 

PKE Polska Energia – MKS MOS Interpromex Będzin 3:0

KS Gwardia Wrocław – MKS MOS Interpromex Będzin 2:1

PKE Polska Energia – KS Gwardia Wrocław 2:1

Grupa B: 

Resovia Rzeszów – MCKIS Energetyk Jaworzno 3:0

Reprezentacja Polski Juniorów – MCKIS Energetyk Jaworzno 1:2

Reprezentacja Polski Juniorów – Resovia Rzeszów 1:2
o V miejsce: MKS MOS Będzin – Repr. Polski Juniorów 2:3 (16:25, 25:22, 25:21, 24:26, 12:15)

o III miejsce: MCKIS Energetyk Jaworzno – Gwardia Wrocław 0:3 (18:25, 13:25, 21:25)

o I miejsce: PKE Polska Energia Sosnowiec – Resovia Rzeszów 3:1 (25:19, 18:25, 19:25, 17:25)

### VI turniej (sylwestrowy)
(28-29 grudnia 2006 rok)

I miejsce: Płomień Sosnowiec

II miejsce: MCKiS Energetyk Jaworzno

III miejsce: MKS MOS Interpromex Będzin

IV miejsce: BBTS Siatkarz Original Bielsko-Biała

MCKiS Energetyk Jaworzno – Płomień Sosnowiec 1:3 (25:20, 25:27, 20:25, 22:25) 

BBTS Bielsko-Biała – MKS MOS Będzin 0:3 (19:25, 23:25, 22:25) 

BBTS Bielsko-Biała – Płomień Sosnowiec 0:3 (21:25, 20:25, 24:26) 

MKS MOS Będzin – MCKiS Energetyk Jaworzno 2:3 (26:24, 20:25, 23:25, 25:22, 12:15)
 
BBTS Bielsko-Biała – MCKiS Energetyk Jaworzno 2:3 (25:23, 25:22, 14:25, 21:25, 13:15) 

Płomień Sosnowiec – MKS MOS Będzin 3:0 (25:21, 25:19, 25:23)
Tabela końcowa turnieju
| Lp. | Drużyna                              | Pkt. | Sety |
| --- | ------------------------------------ | ---- | ---- |
| 1.  | Płomień Sosnowiec                    | 6    | 9:1  |
| 2.  | MCKiS Energetyk Jaworzno             | 5    | 7:7  |
| 3.  | MKS MOS Interpromex Będzin           | 4    | 5:7  |
| 4.  | BBTS Siatkarz Original Bielsko-Biała | 3    | 2:8  |

### VII turniej (noworoczny)
(5-6 stycznia 2008 rok)

I miejsce: ZAK S.A Kędzierzyn-Koźle

II miejsce: KS Płomień Sosnowiec

III miejsce: Wkręt-met Domex AZS Częstochowa

IV miejsce: KS Jastrzębski Węgiel

V miejsce: MKS MOS Interpromex Będzin

VI miejsce: MCKiS Energetyk Jaworzno

Grupa A: 

MKS MOS Interpromex Będzin – KS Płomień Sosnowiec 2:3 (25:20, 25:18, 21:25, 23:25, 11:15)

MKS MOS Interpromex Będzin – Wkręt-met Domex AZS Częstochowa 1:3 (25:22, 14:25, 20:25, 23:25)

KS Płomień Sosnowiec – Wkręt-met Domex AZS Częstochowa 3:0 (25:20, 25:21, 25:20)

Grupa B: 

ZAK S.A Kędzierzyn-Koźle – MCKiS Energetyk Jaworzno 3:1 (25:21, 29:27, 21:25, 25:18)

KS Jastrzębski Węgiel – ZAK S.A Kędzierzyn-Koźle 1:3 (19:25, 14:25, 25:18, 30:32)

KS Jastrzębski Węgiel – MCKiS Energetyk Jaworzno 3:1 (25:19, 26:28, 25:17, 25:18)

mecz o V miejsce: MKS MOS Interpromex Będzin – MCKiS Energetyk Jaworzno 3:2 (16:25, 25:22, 25:22, 22:25, 15:12)

mecz o III miejsce: Wkręt-met AZS Częstochowa – Jastrzębski Węgiel 3:0 (25:17, 25:23, 26:24)

mecz o I miejsce: Płomień Sosnowiec – ZAK S.A. Kędzierzyn-Koźle 1:3 (23:25, 20:25, 25:17, 16:25)

### VIII turniej (sylwestrowy)
(29-30 grudnia 2008 rok)

I miejsce: MKS MOS Interpromex Będzin

II miejsce: MCKiS Energetyk Jaworzno

III miejsce: BBTS Siatkarz Original Bielsko-Biała

IV miejsce: Reprezentacja Polski Kadetów

MCKiS Jaworzno – BBTS Bielsko–Biała 3:2 (23:25, 25:19, 20:25, 25:22, 15:13) 

MKS MOS Będzin – Reprezentacja Polski kadetów 3:0 (25:20, 25:14, 25:22) 

BBTS Bielsko–Biała - Reprezentacja Polski kadetów 3:1 (23:25, 25:13, 25:19, 25:23) 

MKS MOS Będzin - MCKiS Jaworzno 3:0 (25:18, 25:23, 25:23) 
 
MCKiS Jaworzno - Reprezentacja Polski kadetów 3:0 (25:18, 25:23, 25:22) 

MKS MOS Będzin - BBTS Bielsko–Biała 3:0 (25:21, 25:23, 25:21) 
Tabela końcowa turnieju
| Lp. | Drużyna                              | Pkt. | Sety |
| --- | ------------------------------------ | ---- | ---- |
| 1.  | MKS MOS Interpromex Będzin           | 6    | 9:0  |
| 2.  | MCKiS Energetyk Jaworzno             | 5    | 6:5  |
| 3.  | BBTS Siatkarz Original Bielsko-Biała | 4    | 5:7  |
| 4.  | Reprezentacja Polski Kadetów         | 3    | 1:9  |

### IX turniej
Turniej Odwołany

## Uczestnicy
Płomień Sosnowiec (7 razy)

MCKiS Energetyk Jaworzno (6 razy)

AZS Częstochowa (5 razy)

MKS MOS Będzin (5 razy)

Jastrzębski Węgiel (4 razy)

Skra Bełchatów (3 razy)

BBTS Bielsko-Biała (2 raz) 

Reprezentacja Polski Juniorów (1 raz)

Reprezentacja Polski Kadetów (1 raz)

Gwardia Wrocław (1 raz)

VK Danzas Ostrava (1 raz)

Resovia Rzeszów (1 raz)

ZAK S.A. Kędzierzyn-Koźle (1 raz)

## Zwycięzcy
Płomień Sosnowiec (3 razy)

AZS Częstochowa (1 raz)

Jastrzębski Węgiel (1 raz)

Resovia Rzeszów (1 raz)

ZAK S.A. Kędzierzyn-Koźle (1 raz)

MKS MOS Będzin (1 raz)